# Lauteraarhorn
Il Lauteraarhorn (4.042 m s.l.m.) è un monte che fa parte del Massiccio dell'Aar, nelle Alpi Bernesi, in Svizzera. È affiancato dallo Schreckhorn a Nord e dal Finsteraarhorn a Sud.

## Caratteristiche

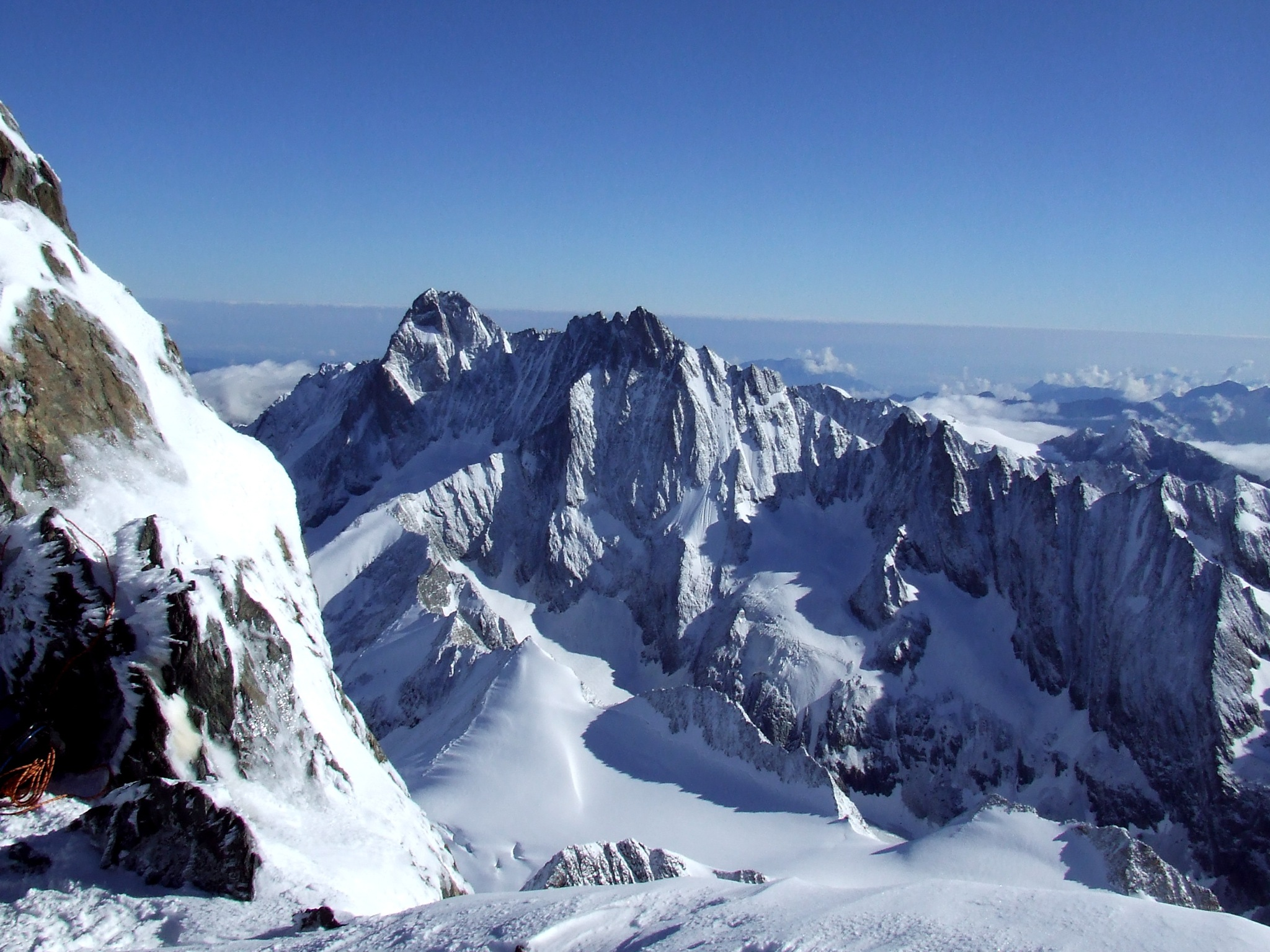
Il Lauteraarhorn (al centro) visto da sud. Al centro sinistra lo Schreckhorn; sulla destra il Klein Lauteraarhorn e poi l'Hugihorn.

Ai piedi del Lauteraarhorn si trovano i ghiacciai Lauteraargletscher e Finsteraargletscher, che successivamente confluiscono nell'Unteraargletscher.

## Ascensione
La prima salita alla vetta fu compiuta l'8 agosto 1842 da parte dei geologi Pierre Jean Édouard Desor, Christian Girard, Arnold Escher von der Linth con le guide Melchior Bannholzer e Jakob Leuthold. L'ascensione di questa e altre vette circostanti, rientrava nel programma studi che si stavano conducendo sull'orografia e la comprensione delle glaciazioni del passato.
L'ascesa è tuttora non agevole in quanto richiede una marcia di avvicinamento di 22 km prima di arrivare al bivacco denominato Aarbiwak.. Infatti occorre partire dal Grimselsee, risalire l'Unteraargletscher e poi il Finsteraargletscher prima di arrivare al bivacco. Dal bivacco si risale lo Strahlegg gletscher. Poi per risalti rocciosi e pendii nevosi si sale il versante sud della montagna fino ad innestarsi sulla cresta sud-est che conduce alla vetta. La via è classificata AD.